# کایرن ویلسن
کایرِن ویلسون (انگلیسی: Kyren Wilson؛ زادهٔ ۲۳ دسامبر ۱۹۹۱) اسنوکرباز حرفه‌ای اهل انگلستان است. او تاکنون ۵ عنوان قهرمانی در مسابقات رنکینگی اسنوکر کسب کرده است. او همچنین در دو مسابقه‌ی مسترز و قهرمانی جهان از سری مسابقات تاج سه گانه به مقام نایب قهرمانی رسیده است.
نخستین قهرمانی او در مسابقات مسترز ۲۰۱۵ شانگهای با غلبه ۹–۱۰ بر جاد ترامپ به دست آمد. او در سال ۲۰۱۸ در مسابقات پاول هانتر کلاسیک با غلبه ۲-۴ بر پیتر ابدن قهرمان شد؛ سپس در سال ۲۰۱۹ در مسابقات مسترز آلمان دیوید گیلبرت را ۷-۹ شکست داد و قهرمان شد. کایرن در سال ۲۰۲۰ در مسابقات چمپیونشیپ لیگ چهارمین قهرمانی خود را با شکست مجدد ترامپ به دست آورد؛ او در فینال ترامپ را ۱-۳ شکست داد و نوار شکست ناپذیری ترامپ در فینال ها را قطع کرد. ویلسون در سال ۲۰۲۲ در مسابقات مسترز اروپا که نخستین مسابقه رنکینگی فصل ۲۳-۲۰۲۲ تور حرفه ای اسنوکرها بود، بری هاوکینز را ۳-۹ شکست داد و پنجمین قهرمانی خود را به دست آورد.
کایرن ویلسون در سال ۲۰۱۸ به فینال مسابقات مسترز از سری مسابقات تاج سه گانه رسید اما نتیجه را ۱۰-۷ به مارک آلن واگذار کرد. او همچنین در سال ۲۰۲۰ به فینال مسابقات قهرمانی جهان اسنوکر رسید اما ۸-۱۸ مقابل رونی اسالیوان شکست خورد و نایب قهرمان شد.
او در مسابقات قهرمانی جهان ۲۰۲۴ با شکست جک جونز به عنوان قهرمانی جهان دست یافت.

### زندگی شخصی
کایرن ویلسون در سال ۲۰۱۶ ازدواج کرد و دو فرزند پسر دارد.